# 林熊祥

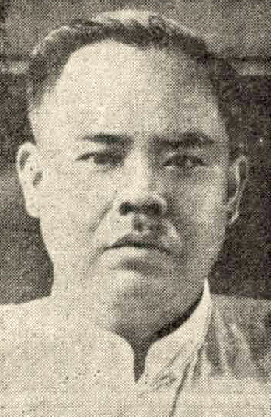
林熊祥

林熊祥（1896年8月18日—1973年3月28日），字文訪，號宜齋，別號大屯山民，生於福建廈門，板橋林家成員之一，為台灣士紳。

## 生平
為林本源家族長房本記林國華之曾孫，益記林爾康的次子，其兄林熊徵、弟林熊光。
1895年，在乙未戰爭之後，日本領有台灣。林本源家族隨其族長林維源遷回福建，林熊祥在廈門出生。在林維源及其父林爾康過世後，其母帶全家搬至福建福州，依靠其舅陳寶琛。林熊祥自幼跟著陳寶琛學習詩書古籍。1910年至1918年，至日本求學，進入學習院中學（高等科與中等科）就讀。畢業後返台，進入家族事業，任任林本源製糖會社董事、建興公司社長、臺北商事會社、南洋倉庫會社董事、大有物產株式會社社長等職，往來台閩之間，主要居住於福州。
林熊祥是一名佛教徒，中年後開始研究天臺宗及唯識宗，曾在福州組織佛教研究會。
1945年，日本投降，第二次世界大戰結束，中華民國接收台灣。林熊祥回到台灣。
1947年，涉入謀議台灣獨立案，被判刑1年10個月有期徒刑，但也因此躲過二二八事件後的整肅。林熊祥在此事件後不涉入政治，專心於發展家族事業。
在其兄林熊徵過世後，林熊祥成為長房的族長，曾任台灣水泥監察人與常務董事。此外，他曾任臺灣省通志館顧委會委員，台灣省文獻委員會委員兼總纂、副主委及主任委員，負責編纂《臺灣省通志稿》。
1973年，在台北過世。墓在現今新北市五股區西雲寺附近。

## 家庭
其妹林慕蘭嫁給嚴琥（嚴復之子），為嚴僑、辜嚴倬雲與華嚴之母。
其妻清朝太傅陳寶琛之女陳師桓，生七子五女。側室名蕭翠香，生三子五女。
林熊祥遺下諸子女分別為長子林衡道、次子林衡立、三子林衡肅、四子林衡志、五子林衡寬、六子林衡偉、七子林衡恢、八子林衡約、九子林衡達以及長女林芯、次女林苴、三女林茗、四女林蕞、五女林蒨、六女林衡儀、七女林衡敬、八女林衡靜、九女林衡敏、十女林衡柔。其中長子林衡道為著名歷史學者，五女林蒨，嫁給表哥嚴僑（嚴復之孫、姑姑林慕蘭之子、辜嚴倬雲與華嚴之兄）。

## 著作
著有《臺灣史略》（即《臺灣省通志稿》卷首中〈史略〉之縮印本）、《書學原論》二書。
其子林衡道，編集他的詩文著作為《林文訪先生詩文集》。